# Bernt Michael Holmboe
Bernt Michael Holmboe (Vang, 23 marzo 1795 – Oslo, 28 marzo 1850) è stato un matematico norvegese, noto per aver insegnato per molti anni al famoso Niels Henrik Abel e per aver curato la prima pubblicazione delle sue opere complete.
Studiò dal 1810 nella scuola-cattedrale di Oslo e, dal 1814, nell'università di Oslo.